# Paroisse de McAdam
Ne doit pas être confondu avec McAdam.
La paroisse de McAdam est à la fois une paroisse civile et un ancien district de services locaux (DSL) canadien du comté d'York, au Nouveau-Brunswick. Elle est couramment appelée Sainte-Croix (St. Croix en anglais), d'après sa seule localité. Dans le cadre de la réforme de la gouvernance locale du 1er janvier 2023, le DSL a été annexé au district rural du Sud-Ouest.

## Toponyme
La paroisse de McAdam est nommée ainsi d'après son principal village, McAdam, lui-même nommé en l'honneur de John McAdam (1807-1893), homme politique et homme d'affaires. Le seul village est Sainte-Croix. Ce dernier est nommé d'après sa position sur la rivière Saint-Croix. Ce nom a été donné en 1604 par Pierre Dugua de Mons, en référence à la confluence en forme de croix avec la rivière Waweig et la baie Oak. La paroisse comprenait autrefois les hameaux de Chiputneticook, Kilmaquac et Newcomb, qui sont désormais confondus avec Sainte-Croix. Burpee, Cairds, Cottrell et Sugar Brook sont des points ferroviaires.

## Géographie
|                   |                    |  |
| Vanceboro (Maine) | Paroisse de McAdam |  |
|                   |                    |  |

### Situation
Le village de Sainte-Croix est situé au bord de la rivière Sainte-Croix, à la frontière canado-américaine. Le village fait face à la ville de Vanceboro, dans l'État du Maine. Sainte-Croix est situé à 8,6 km à l'ouest du village de McAdam.

## Histoire
Le site Diggity est utilisé par les Amérindiens il y a deux mille ans. Il semble que l'île Indian, dans le lac Chiputneticook, soit également fréquentée par la suite pour la cueillette de fruits et comme campement. Le village passamaquoddy de Kilmaquac existe jusqu'au XVIIIe siècle et apparaît sur les cartes jusqu'en 1897. Le village de Sainte-Croix est fondé en 1870 par le chemin de fer Canadien Pacifique, sur le site de Kilmaquac. La paroisse est créée en 1894 à partir de la portion ouest de la paroisse de Manners Sutton.
La municipalité du comté de York est dissoute en 1966. La paroisse de McAdam devient un district de services locaux en 1967.

## Démographie
(août 2016).
D'après le recensement de Statistique Canada, il y avait 88 habitants en 2001, comparativement à 106 en 1996, soit une baisse de 17,0%. La paroisse compte 43 logements privés, a une superficie de 537,62 km² et une densité de population de 0,2 habitant au km².
| 2001 | 2006 | 2011 | 2016 |
| ---- | ---- | ---- | ---- |
| 88   | 80   | 27   | 73   |

## Économie
Entreprise Central NB, membre du Réseau Entreprise, a la responsabilité du développement économique.

## Administration

### Comité consultatif
En tant que district de services locaux, la paroisse de McAdam est administrée directement par le Ministère des Gouvernements locaux du Nouveau-Brunswick, secondé par un comité consultatif élu composé de cinq membres dont un président. Il n'y a actuellement aucun comité consultatif.

### Commission de services régionaux
La paroisse de McAdam fait partie de la Région 10, une commission de services régionaux (CSR) devant commencer officiellement ses activités le 1er janvier 2013. Contrairement aux municipalités, les DSL sont représentés au conseil par un nombre de représentants proportionnel à leur population et leur assiette fiscale. Ces représentants sont élus par les présidents des DSL mais sont nommés par le gouvernement s'il n'y a pas assez de présidents en fonction. Les services obligatoirement offerts par les CSR sont l'aménagement régional, l'aménagement local dans le cas des DSL, la gestion des déchets solides, la planification des mesures d'urgence ainsi que la collaboration en matière de services de police, la planification et le partage des coûts des infrastructures régionales de sport, de loisirs et de culture; d'autres services pourraient s'ajouter à cette liste.

### Représentation et tendances politiques
Nouveau-Brunswick: La paroisse de McAdam fait partie de la circonscription provinciale de York, qui est représentée à l'Assemblée législative du Nouveau-Brunswick par Carl Urquhart, du Parti progressiste-conservateur. Il fut élu lors de l'élection générale de 2006 et réélu à celle de 2010.
 Canada: La paroisse de McAdam fait partie de la circonscription électorale fédérale de Nouveau-Brunswick-Sud-Ouest, qui est représentée à la Chambre des communes du Canada par Gregory Francis Thompson, ministre des Anciens Combattants et membre du Parti conservateur. Il fut élu lors de la 40e élection fédérale, en 1988, défait en 1993 puis réélu à chaque fois depuis 1997.

## Vivre dans la paroisse de McAdam
Le village est inclus dans le territoire du sous-district 10 du district scolaire Francophone Sud. Les écoles francophones les plus proches sont à Fredericton alors que les établissements d'enseignement supérieurs les plus proches sont dans le Grand Moncton.
Le bureau de poste et le détachement de la Gendarmerie royale du Canada le plus proche est à McAdam.
Les anglophones bénéficient des quotidiens Telegraph-Journal, publié à Saint-Jean, et The Daily Gleaner, publié à Fredericton. Ils ont aussi accès au bi-hebdomadaire Bugle-Observer, publié à Woodstock. Les francophones ont accès par abonnement au quotidien L'Acadie nouvelle, publié à Caraquet, ainsi qu'à l'hebdomadaire L'Étoile, de Dieppe.

## Culture

### Architecture et monuments
Le site Diggity est un site historique provincial.